# Paloma Creek
Paloma Creek – jednostka osadnicza w Stanach Zjednoczonych, w stanie Teksas, w hrabstwie Denton.